# Schloss Bärenstein

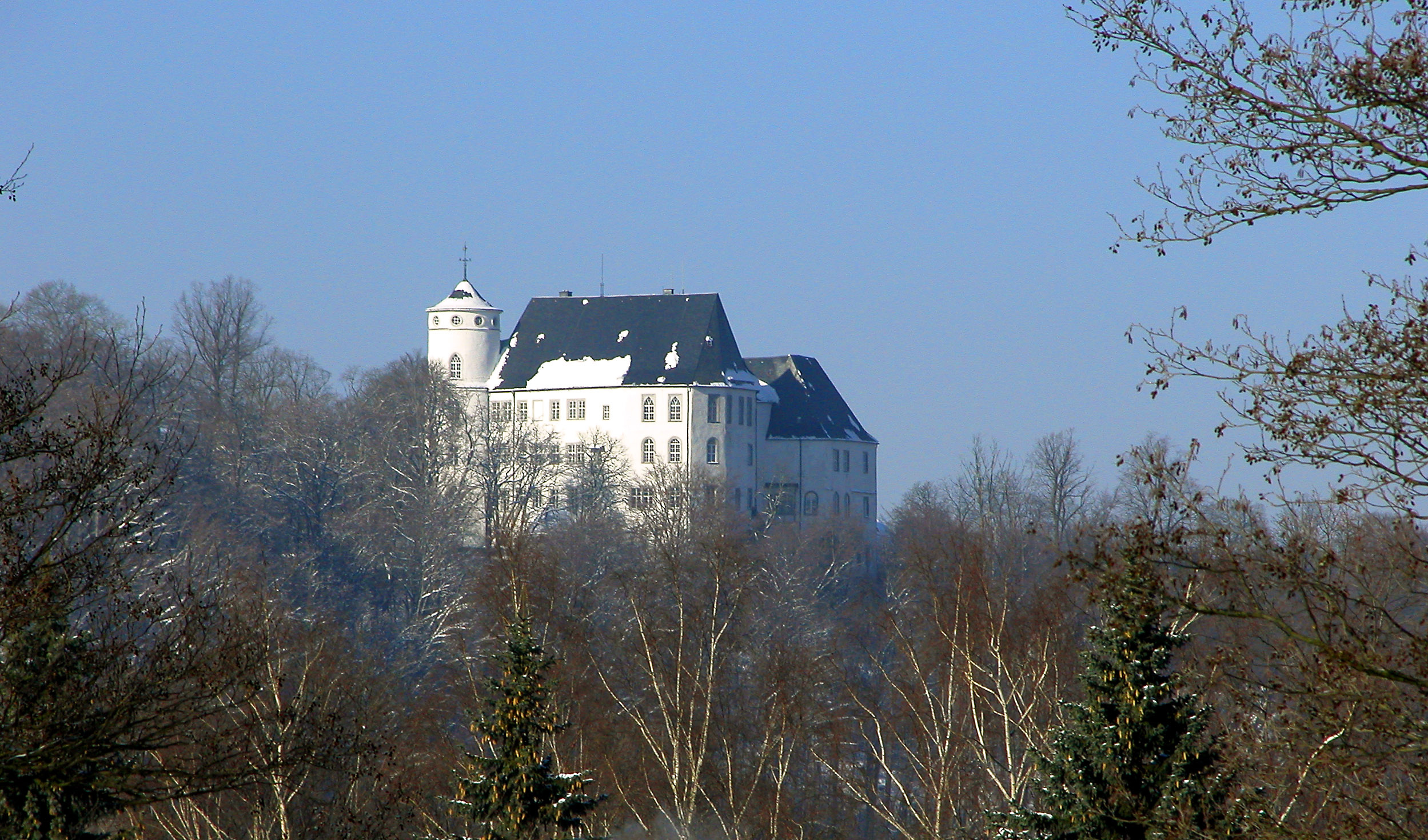
Schloss Bärenstein

Schloss Bärenstein ist eine aus einer Höhenburg hervorgegangene Anlage im Altenberger Ortsteil Bärenstein im Osterzgebirge. Das Schloss liegt unmittelbar am Rande des Ortszentrums auf einem Bergsporn über dem Müglitztal.

## Baubeschreibung
Das heutige Schloss entstand aus einer mittelalterlichen Höhenburg und bildet eine unregelmäßige Anlage in Winkelhakenform. Ältester Gebäudeteil ist der Südflügel mit einem Rundturm aus dem 14. Jahrhundert. 1489 wurde dieser aufgestockt und trägt seit dem 16. Jahrhundert ein flaches Kegeldach. Ein weiterer Rundturm verbindet die beiden Schlossflügel. Am Ostflügel befinden sich zwei Rundbogenportale im Renaissancestil, welche durch eine Wappeninschrift auf das Jahr 1522 datiert sind. 
Im Inneren des Schlosses ist nur wenig von der historischen Bausubstanz erhalten geblieben. Bemerkenswert ist ein Festsaal mit großen Rundbogenfenstern, ein gotisches Sterngewölbe im ersten Obergeschoss des Rundturmes sowie einige mit marmorierter Bemalung versehene Holzdecken aus dem 17. Jahrhundert im zweiten Obergeschoss.

## Geschichte
Das Schloss wurde 1324 erstmals als Burg Bärenstein erwähnt und war Stammsitz des Adelsgeschlechts von Bärenstein (oder zeitgenössisch meist Bernstein). Die Anlage entstand jedoch vermutlich deutlich eher, da bereits 1165 ein Ritter Albrecht von Bernstein urkundlich nachweisbar ist. Die Burg diente der Überwachung des sächsisch-böhmischen Grenzgebiets und lag strategisch günstig auf einer Anhöhe über dem Müglitztal. Von hier aus begann im 14. Jahrhundert die Besiedlung des oberen Erzgebirges und die Erschließung der Region für den Bergbau. 1348 erhielt Ritter Walzko von Bernstein die Burg von Markgraf Friedrich dem Älteren zum Lehen. Aus der Frühzeit der Burg blieb ein gotisches Spitzbogenportal erhalten, über welchem sich das Wappen der Bernsteins befindet. Auch der Burgturm mit einem Sterngewölbe im Untergeschoss stammt noch aus dieser Zeit. Das Geschlecht der Bernsteins gelangte im 13. bis 15. Jahrhundert zu einer besonderen Bedeutung durch seine zahlreichen Besitzungen.
Die alte Burg wurde 1576 durch einen Großbrand weitgehend zerstört und daraufhin als Wohnschloss wieder aufgebaut. Nach dem Tode des Dam von Bernstein 1638 fielen die Besitzungen unter Sequestration, bis sie 1675 Siegfried von Lüttichau ersteigerte. Zu den weiteren wechselnden Besitzern gehörten die Familien von  (ab 1675) und von Schönberg (1699). 1711 übernahm Christian Gottlieb von Holtzendorff die Herrschaft Bärenstein. Er wurde 1745 zum Reichsgrafen erhoben, das von ihm erbaute Schloss Oberlichtenau hatte er zuvor an den sächsischen Premierminister Graf Heinrich von Brühl verkauft. Gräfin Friederike Christiane von Holtzendorff heiratete 1749 den Grafen Friedrich August von Cosel, einen unehelichen Sohn Augusts des Starken mit seiner Mätresse Constantia von Cosel. Er erbaute das Coselpalais in Dresden, lebte aber vorwiegend auf Schloss Saabor in Sabor in Schlesien. Da die gemeinsamen Söhne Gustav Ernst (* 1755) und Sigismund (* 1758) von Cosel beide unverheiratet starben, erbte eine Tochter, verheiratete Gräfin von Bünau, das Schloss Bärenstein 1795. 1816 wurde Hanns Friedrich Curt von Lüttichau (1783–1864) mit Bärenstein belehnt, das er von seiner Schwiegermutter Gräfin Bünau gekauft hatte, wodurch Schloss Bärenstein ab 1816 wieder der Familie Lüttichau gehörte und bis zur Enteignung 1945 in deren Besitz blieb.
Umbauten erfolgten um 1880, wobei das Schloss viel von seinem wehrhaften Äußeren verlor. Anschließend an den Westflügel entstand ein kleiner Schlosspark. Durch die Bodenreform von 1945 wurde Hannibal von Lüttichau-Bärenstein enteignet. Bis 1991 wurde das Schloss als Schulungs- und Ferienheim der NDPD genutzt. Heute befindet es sich in Privatbesitz.

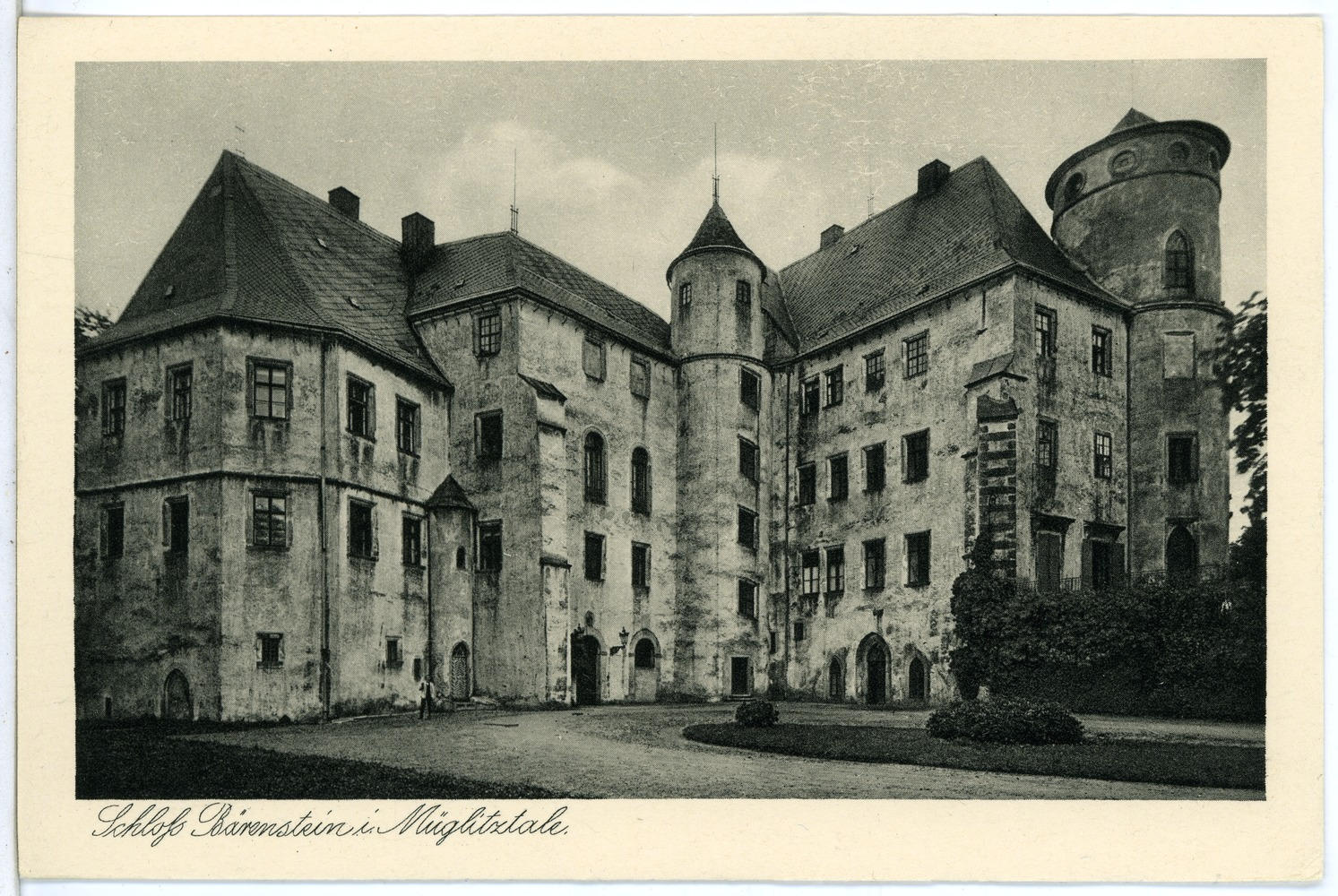
1925
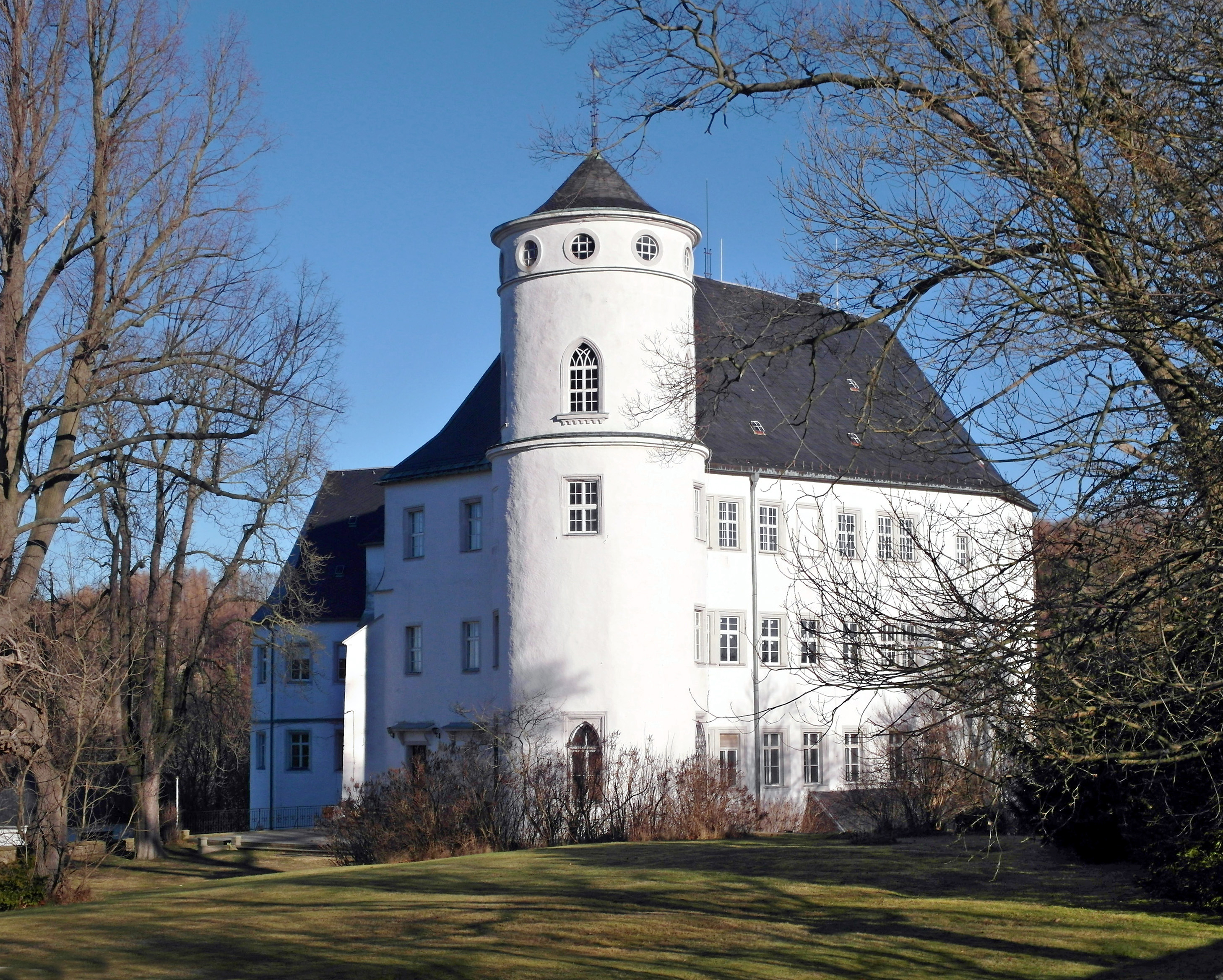
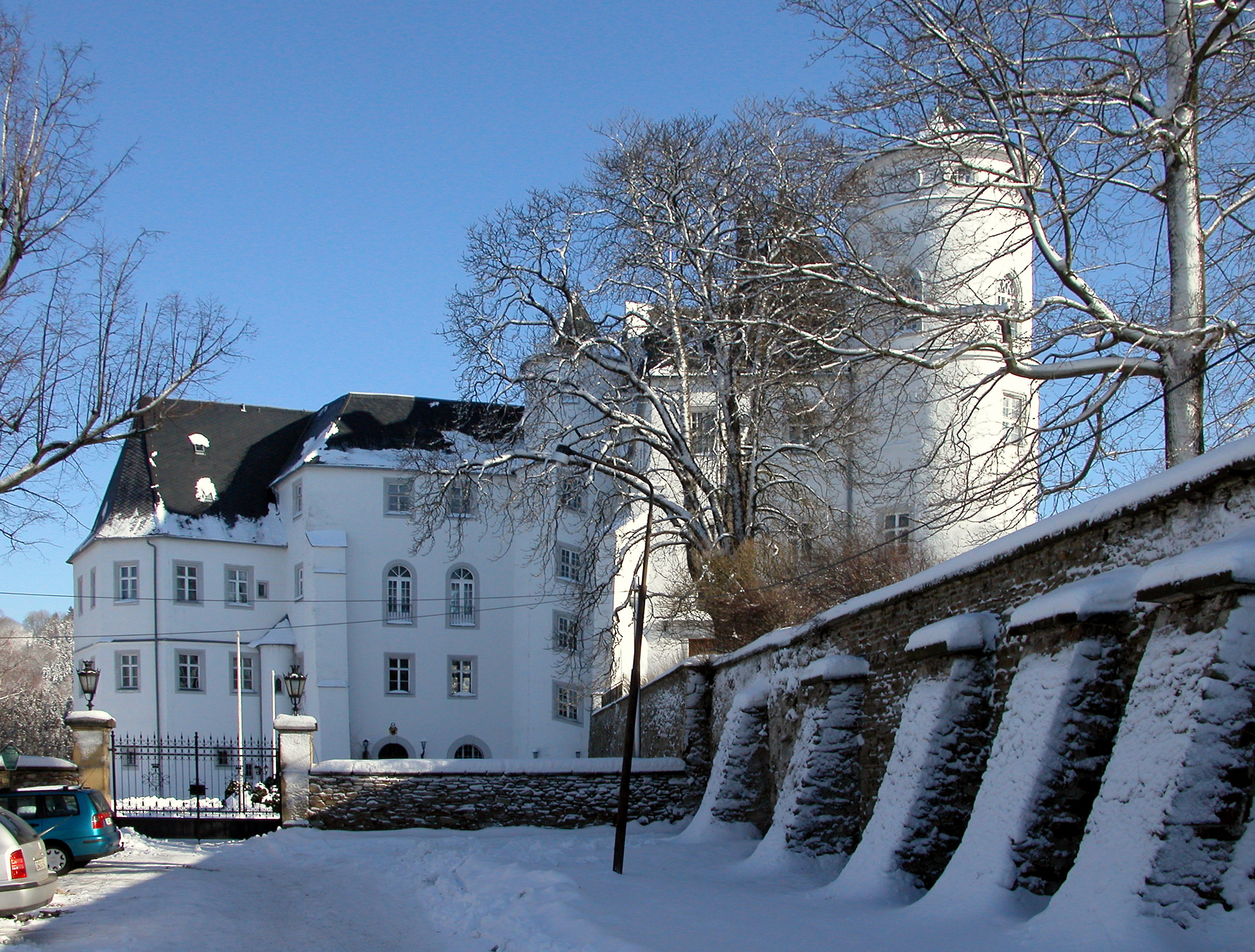
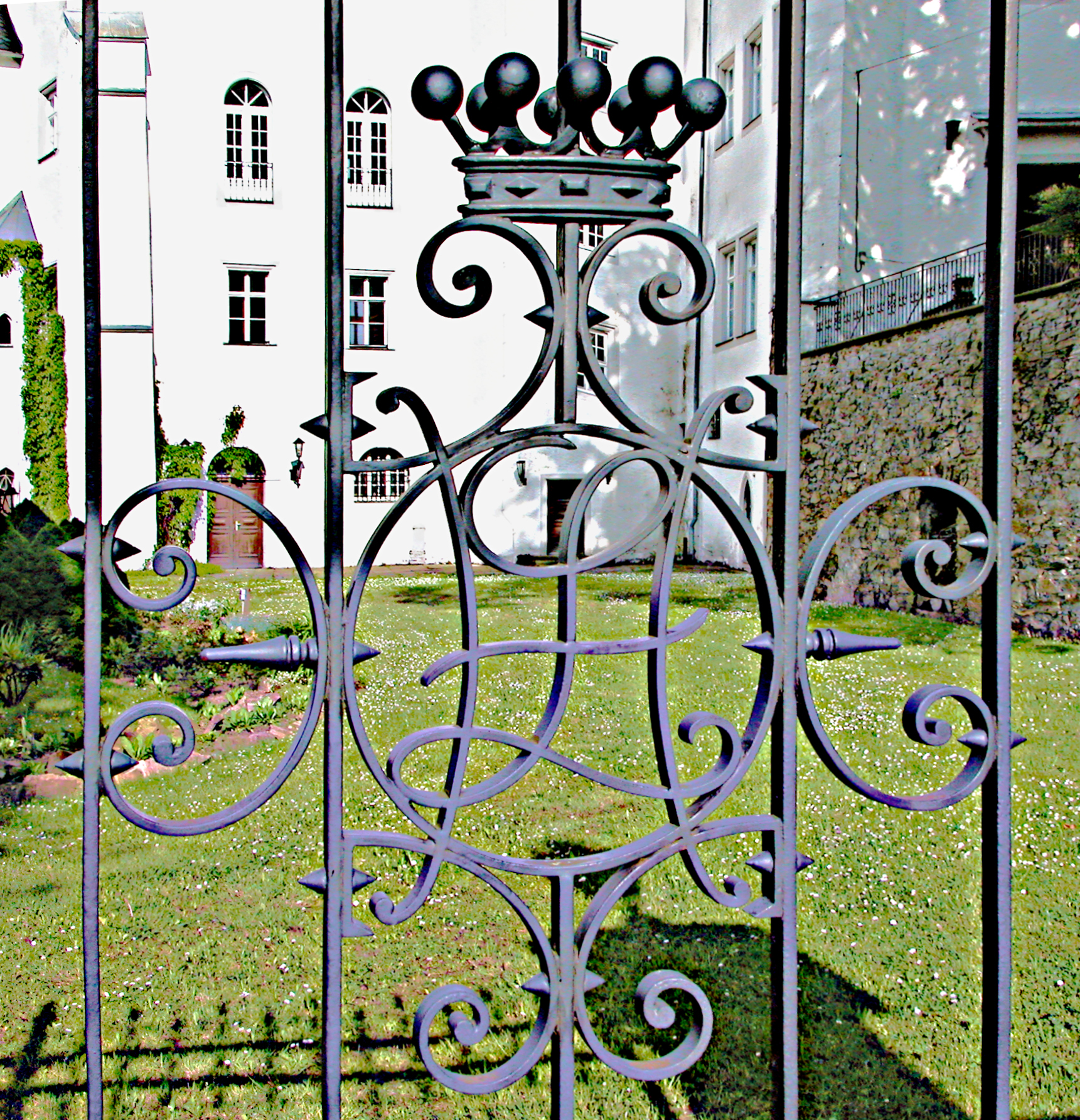